# Grand Prix automobile de France 1998
GP précédent GP suivant
Le Grand Prix automobile de France 1998 (Grand Prix Mobil 1 de France 1998), disputé sur le circuit de Nevers Magny-Cours à 12 km au sud de Nevers le 28 juin 1998, est la 622e épreuve du championnat du monde de Formule 1 courue depuis 1950 et la huitième manche du championnat 1998.

## Classement
| Pos. | No | Pilote                | Écurie              | Tours | Temps/Abandon                      | Grille | Points |
| ---- | -- | --------------------- | ------------------- | ----- | ---------------------------------- | ------ | ------ |
| 1    | 3  | Michael Schumacher    | Ferrari             | 71    | 1 h 34 min 45 s 026 (191,081 km/h) | 2      | 10     |
| 2    | 4  | Eddie Irvine          | Ferrari             | 71    | + 19 s 575                         | 4      | 6      |
| 3    | 8  | Mika Häkkinen         | McLaren-Mercedes    | 71    | + 19 s 747                         | 1      | 4      |
| 4    | 1  | Jacques Villeneuve    | Williams-Mecachrome | 71    | + 1 min 06 s 965                   | 5      | 3      |
| 5    | 6  | Alexander Wurz        | Benetton-Playlife   | 70    | + 1 tour                           | 10     | 2      |
| 6    | 7  | David Coulthard       | McLaren-Mercedes    | 70    | + 1 tour                           | 3      | 1      |
| 7    | 14 | Jean Alesi            | Sauber-Petronas     | 70    | + 1 tour                           | 11     |        |
| 8    | 15 | Johnny Herbert        | Sauber-Petronas     | 70    | + 1 tour                           | 13     |        |
| 9    | 5  | Giancarlo Fisichella  | Benetton-Playlife   | 70    | + 1 tour                           | 9      |        |
| 10   | 18 | Rubens Barrichello    | Stewart-Ford        | 69    | + 2 tours                          | 14     |        |
| 11   | 11 | Olivier Panis         | Prost-Peugeot       | 69    | + 2 tours                          | 16     |        |
| 12   | 19 | Jos Verstappen        | Stewart-Ford        | 69    | + 2 tours                          | 15     |        |
| 13   | 17 | Mika Salo             | Arrows              | 69    | + 2 tours                          | 19     |        |
| 14   | 16 | Pedro Diniz           | Arrows              | 69    | + 2 tours                          | 17     |        |
| 15   | 2  | Heinz-Harald Frentzen | Williams-Mecachrome | 68    | Suspension                         | 8      |        |
| 16   | 10 | Ralf Schumacher       | Jordan-Mugen-Honda  | 68    | + 3 tours                          | 6      |        |
| 17   | 22 | Shinji Nakano         | Minardi-Ford        | 65    | Moteur                             | 21     |        |
| Abd. | 21 | Toranosuke Takagi     | Tyrrell-Ford        | 60    | Moteur                             | 20     |        |
| Abd. | 12 | Jarno Trulli          | Prost-Peugeot       | 55    | Accident                           | 12     |        |
| Abd. | 23 | Esteban Tuero         | Minardi-Ford        | 41    | Boîte de vitesses                  | 22     |        |
| Abd. | 9  | Damon Hill            | Jordan-Mugen-Honda  | 19    | Moteur                             | 7      |        |
| Abd. | 20 | Ricardo Rosset        | Tyrrell-Ford        | 16    | Moteur                             | 18     |        |

## Pole position et record du tour
- Pole position : Mika Häkkinen en 1 min 14 s 929 (vitesse moyenne : 204,193 km/h).
- Meilleur tour en course : David Coulthard en 1 min 17 s 523 au 59e tour (vitesse moyenne : 197,361 km/h).

## Tours en tête
- Michael Schumacher : 70 (1-22 / 24-71)
- Eddie Irvine : 1 (23)

## Statistiques
- 30e victoire pour Michael Schumacher.
- 116e victoire pour Ferrari en tant que constructeur.
- 116e victoire pour Ferrari en tant que motoriste.
- La course, prévue pour 72 tours, est réduite à 71 tours à la suite de l'annulation de la procédure de départ, Jos Verstappen ayant calé.

## Classements généraux à l'issue de la course
| Pos. | Pilote                | Écurie              | Points |
| ---- | --------------------- | ------------------- | ------ |
| 1    | Mika Häkkinen         | McLaren-Mercedes    | 50     |
| 2    | Michael Schumacher    | Ferrari             | 44     |
| 3    | David Coulthard       | McLaren-Mercedes    | 30     |
| 4    | Eddie Irvine          | Ferrari             | 25     |
| 5    | Alexander Wurz        | Benetton-Playlife   | 14     |
| 6    | Giancarlo Fisichella  | Benetton-Playlife   | 13     |
| 7    | Jacques Villeneuve    | Williams-Mecachrome | 11     |
| 8    | Heinz-Harald Frentzen | Williams-Mecachrome | 8      |
| 9    | Rubens Barrichello    | Stewart-Ford        | 4      |
| 10   | Jean Alesi            | Sauber-Petronas     | 3      |
| 11   | Mika Salo             | Arrows              | 3      |
| 12   | Johnny Herbert        | Sauber-Petronas     | 1      |
| 13   | Pedro Diniz           | Arrows              | 1      |
| 14   | Jan Magnussen         | Stewart-Ford        | 1      |

| Pos. | Écurie              | Points |
| ---- | ------------------- | ------ |
| 1    | McLaren-Mercedes    | 80     |
| 2    | Ferrari             | 69     |
| 3    | Benetton-Playlife   | 27     |
| 4    | Williams-Mecachrome | 19     |
| 5    | Stewart-Ford        | 5      |
| 6    | Arrows              | 4      |
| 7    | Sauber-Petronas     | 4      |